# Journal of Alloys and Compounds
Das Journal of Alloys and Compounds ist eine im Peer-Review-Verfahren erscheinende wissenschaftliche Fachzeitschrift, die experimentelle und theoretische Lösungsansätze für Materialprobleme, an denen Verbindungen und Legierungen beteiligt sind, veröffentlicht. Sie erscheint bei Elsevier, aktueller Chefredakteur ist Vitalij Pecharsky. Es handelt sich um die erste Zeitschrift, die eine bestimmte Gruppe anorganischer Elemente behandelt.

## Geschichte
Die Zeitschrift wurde 1958 von William Hume-Rothery als Journal of the Less-Common Metals gegründet
und behandelte chemische Elemente aus den Gruppen der Actinoide und Lanthanoide. Letztere werden auch als Metalle der Seltenen Erden bezeichnet. Es wurden jedoch nicht ausschließlich Elemente aus diesen Gruppen behandelt, sondern auch Artikel über die Herstellung und Verwendung von Legierungen und anderen Elementen veröffentlicht.
Die Zeitschrift wurde aufgrund eines internationalen Symposiums über Metalle und Legierungen, die bei über 1200 °C schmelzen, gegründet. Das Symposium wurde von Hume-Rothery organisiert und fand am 17. und 18. September 1958 an der University of Oxford statt. Es gab mehr als 100 Teilnehmer aus unterschiedlichen Ländern. Die dort veröffentlichten Papiere erschienen als Ausgabe 1 der Zeitschrift. Damit handelte es sich um die erste Zeitschrift, die eine bestimmte Gruppe anorganischer Elemente behandelte.
Der Titel „Less-Common Metals“ war eher unzutreffend, da die Elemente durchaus häufiger vorkommen, jedoch nur in geringen Mengen. Ihren heutigen Namen erhielt sie 1991, sie gilt als umfangreiche Informationsquelle für das Wasserstoff-Metall-System.
2017 wurde berichtet, dass Elsevier drei Artikel aus der Zeitschrift zurückzog, da sie von gefälschten Reviews betroffen waren. Dies führte zu einer grundsätzlichen Diskussion über den Review-Prozess für wissenschaftliche Artikel.
Die Zeitschrift wird von Chemical Abstracts Service, Current Contents, Science Citation Index und Scopus indexiert. Der Impact Factor lag 2020 bei 5,316.